# Liaoningotitan sinensis
Liaoningotitan sinensis — вид завроподних динозаврів, що існував у ранній крейді, (130—126 млн років тому).

## Скам'янілості
Майже повний скелет з черепом знайдено у 2006 році у відкладеннях формації Їсянь поблизу міста Бейпяо у провінції Ляонін на сході Китаю. За оцінками, динозавр сягав 12-15 метрів. Точну форму черепа цього завропода важко визначити через сильну компресію.